# مارکسیسم ساختارگرا
مارکسیسم ساختارگرا، نظریه‌ای است که به تحلیل جبرگرایی در مارکسیسم می‌پردازد و برای اولین بار، توسّط لویی آلتوسر، مطرح شد. او در تحلیل این مسئله، می‌گوید باید فلسفه مارکسیستی را از علم جامعه‌شناسی مارکسیستی، متمایز کرد، مانند تمایز میان شیمی و فیزیک.
در جایی دیگر عنوان می‌دارد باید به جوامع به عنوان میان ساختارها نگریست نه به عنوان میان جوهرها.
مارکسیسم باید در عین آنکه انسجام منطقی خود را حول فرض زیربنای اقتصادی («بعد شیمیایی») حفظ کند، باید ساختارهای نسبتاً مستقل را مفروض بدارد. از همه مهمتر (به زعم آلتوسر) ایدئولوژی به عنوان یک مجموعه زبانی و ساختاری مطرح است.
آلتوسر در جایی دیگر به بحث در مورد قوانین می‌پردازد و به قوانین با عینکی منتقدانه نگاه کرده و می‌گوید قوانین جوامع بشر نباید به صورتی پیچیده باشند بلکه باید به صورتی قابل بررسی و تجربی و ساده باشند.

## مارکسیسم ساختارگرا
مارکسیسم ساختگرا رویکردی ساختارگرایانه به فلسفه مارکسیستی بر پایه آرای لوئی آلتوسر است. موج ساختارگرایی بین دهه‌های ۱۹۶۰ تا ۱۹۷۰ آلتوسر را به بازاندیشی در مارکسیسم کشاند. از اینرو او و پیروانش کوشیدند از طریق بازخوانی کتاب " سرمایه "، نظریه علمی مارکسیسم را بازسازی و از آن دفاع کنند. هدف آنان دفاع از مارکس در برابر مارکسیسم انسانگرا (مارکسیسم اومانیست) مانند اصحاب مکتب فرانکفورت بود که آثار جوانی مارکس را اساس انتقادات خود نسبت به مارکسیسم رایج قرار داده بودند. از دیگر مدافعان ساختگرایی می‌توان به جامعه‌شناس نیکوس پولانزاس و انسان‌شناس موریس گودولیه اشاره نمود.

## دولت و رابطه آن با طبقات و ساخت اجتماعی
یکی از کانون‌های اصلی مباحث مارکسیستهای ساختگرا را مبحث دولت و رابطه آن با طبقات اجتماعی تشکیل می‌داده‌است. شرایط ثبات ساختاری نظام سرمایه‌داری پس از جنگ دوم و لزوم مطالعه آن شرایط از دیدگاه جامعه‌شناختی مارکسیستی، در تکوین این نگرش نقش عمده‌ای داشت. از چنین دیدگاهی (ساختگرایی) نظام سرمایه‌داری ساختاری است که بدون طرح و اراده طبقات مسلط تکوین یافته‌است. در هر ساختاری روابطی ضروری و عینی در کار است که به گفتهٔ مارکس، پیش از آنکه ما در موقعیتی قرار بگیریم که آن‌ها را تعیین کنیم، تا حدی پبشاپیش شکل گرفته‌است. نیروهای تعیین‌کننده در درون ساختهای خود جامعه قرار دارد و ساختهای جامعه لزوماً هماهنگ با خواست و طرح هیچ گروه یا طبقه‌ای نیست. دولت نیز در شیوه تولید سرمایه‌داری، منطق ساختار سرمایه‌داری را در نهادهای اقتصادی، سیاسی و حقوقی بازتولید می‌کند. نظریه ساختگرایی این چنین با نظریه ابزارانگاری دولت، نظریه مستقل‌انگاری دولت و نظریه مشتق‌انگاری دولت به مخالفت برمی‌خیزد.